# 嶺東科技大学
嶺東科技大学（れいとうかぎだいがく、Ling Tung University）は、台湾台中市南屯区に位置する私立大学である。

## 歴史
- 1964年 -「嶺東会計専科学校」として開校
- 1999年 -「嶺東技術学院」へと昇格
- 2005年 -「嶺東科技大学」へと昇格

## 組織
- 管理学部
  - 経営管理研究所（大学院）
  - 国際企業研究所（大学院）
  - 販売流通管理研究所（大学院）
  - 企業管理学科
  - 国際企業学科
  - 国際貿易学科
  - 販売流通管理学科
  - 観光レジャー事業管理学科
  - 財政学科
  - 応用外国語学科
- 財経学部
  - 財務金融研究所（大学院）
  - 財経法律研究所（大学院）
  - 財務金融学科
  - 保険金融学科
  - 会計情報学科

- デザイン学部
  - 視覚コミュニケーションデザイン研究所（大学院）
  - デジタルメディアデザイン研究所（大学院）
  - 流行デザイン研究所（大学院）
  - 視覚コミュニケーションデザイン学科
  - デジタルメディアデザイン学科
  - 流行デザイン学科
  - 科学技術商品デザイン学科
  - 創意テクノロジー研究開発センター
- 情報学部
  - 情報テクノロジー応用研究所（大学院）
  - 情報管理学科
  - ビジネステクノロジー管理学科
  - 情報テクノロジー学科
  - 行動ビジネス研究開発センター
  - ワイヤレスブロードバンド応用発展センター
- 教養課程センター

- 貨幣博物館（英語: Ling Tung Numismatic Museum）